# Trygve Olsen
Trygve Jens Asbjørn Olsen (* 11. November 1921 in Måsøy; † 17. April 1979) war ein norwegischer Politiker der Senterpartiet (Sp). Von Oktober 1972 bis Oktober 1973 war er der Fischereiminister seines Landes.

## Leben
Olsen ist der Sohn des Fischers und ehemaligen Parlamentsabgeordneten Johannes Olai Olsen (1895–1974) und Hildur Elisif Gregersen. Nach dem Besuch der Mittelschule arbeitete er ab 1939 als Fischer. Im Jahr 1944 machte er einen Abschluss an der Seemannsschule in Tromsø. Olsen war auch in Fischereiverbänden tätig, so war er zum Beispiel zwischen 1947 und 1955 Mitglied im Vorstand des Fischereiverbands der Finnmark.
Trygve Olsen war, wie sein Vater, zunächst in der Arbeiderpartiet (Ap) aktiv. In der Zeit von 1967 bis 1971 fungierte Olsen als Bürgermeister der Kommune Måsøy und war zudem Mitglied im Fylkesting der damaligen Provinz Finnmark. Wegen der EU-Politik der Arbeiderpartiet schloss er sich jedoch im Frühling 1972 der Senterpartiet an. Am 18. Oktober 1972 wurde er zum Fischereiminister in der bürgerlichen Regierung Korvald ernannt. Dieses Amt übte er bis zum Abgang der Regierung am 16. Oktober 1973 aus. Zwischen 1973 und 1979 saß er im Vorstand der Senterpartiet und er war Vorsitzender der fischereipolitischen Gruppierung seiner Partei.
Im Jahr 1955 wurde er Vater von Ingalill Olsen, die später ebenfalls Politikerin wurde.